# داوید و فاطمه
داوید و فاطمه (انگلیسی: David & Fatima) یک فیلم دراماتیک دربارهٔ روابط عاشقانه پسر یهودی اسرائیلی و دختر مسلمان فلسطینی می‌باشد. این فیلم به وسیلهٔ آلیان زالوم کارگردانی شده‌است. بازیگران این فیلم کامرون ون هوی، دنیل پولاک، تونی کرتیس و مارتین لاندو می‌باشد. این فیلم محصول سال ۲۰۰۸ میلادی می‌باشد.